# Nevill Ground

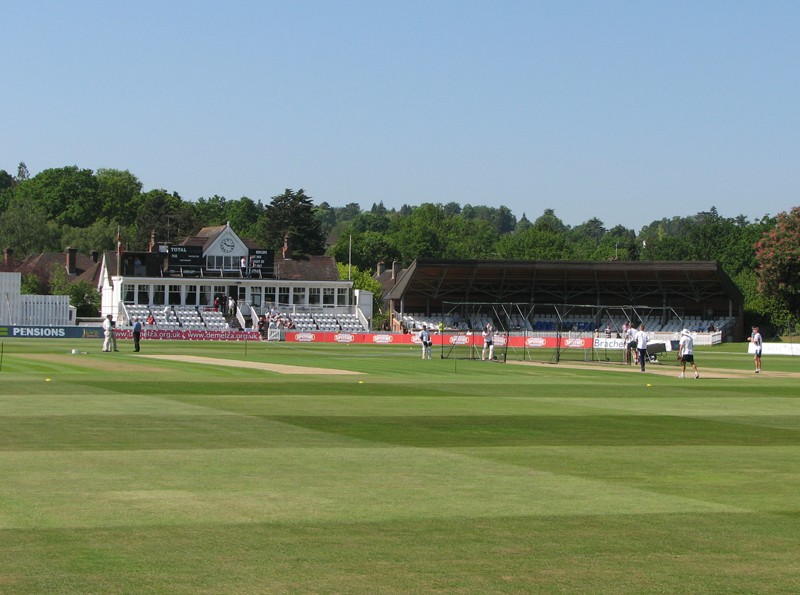
De Nevill Ground

De Nevill Ground is een cricketveld in Royal Tunbridge Wells, Kent, Engeland. Het werd gebruikt bij een One Day International tijdens de 1983 Cricket World Cup voor wedstrijd tussen India en Zimbabwe in de groepsfase. Een bijzonderheid van De Nevill Ground zijn de rododendronstruiken langs de rand van het veld.